# 트리에스테도
트리에스테도(이탈리아어: Provincia di Trieste)은 이탈리아 프리울리베네치아줄리아주의 도이다. 도청 소재지는 트리에스테이다. 면적은 212 km2, 인구는 236,520(2009)이다.

## 같이 보기
- 베네치아줄리아
- 트리에스테 자유 지구